# Bond van Wetsovertreders

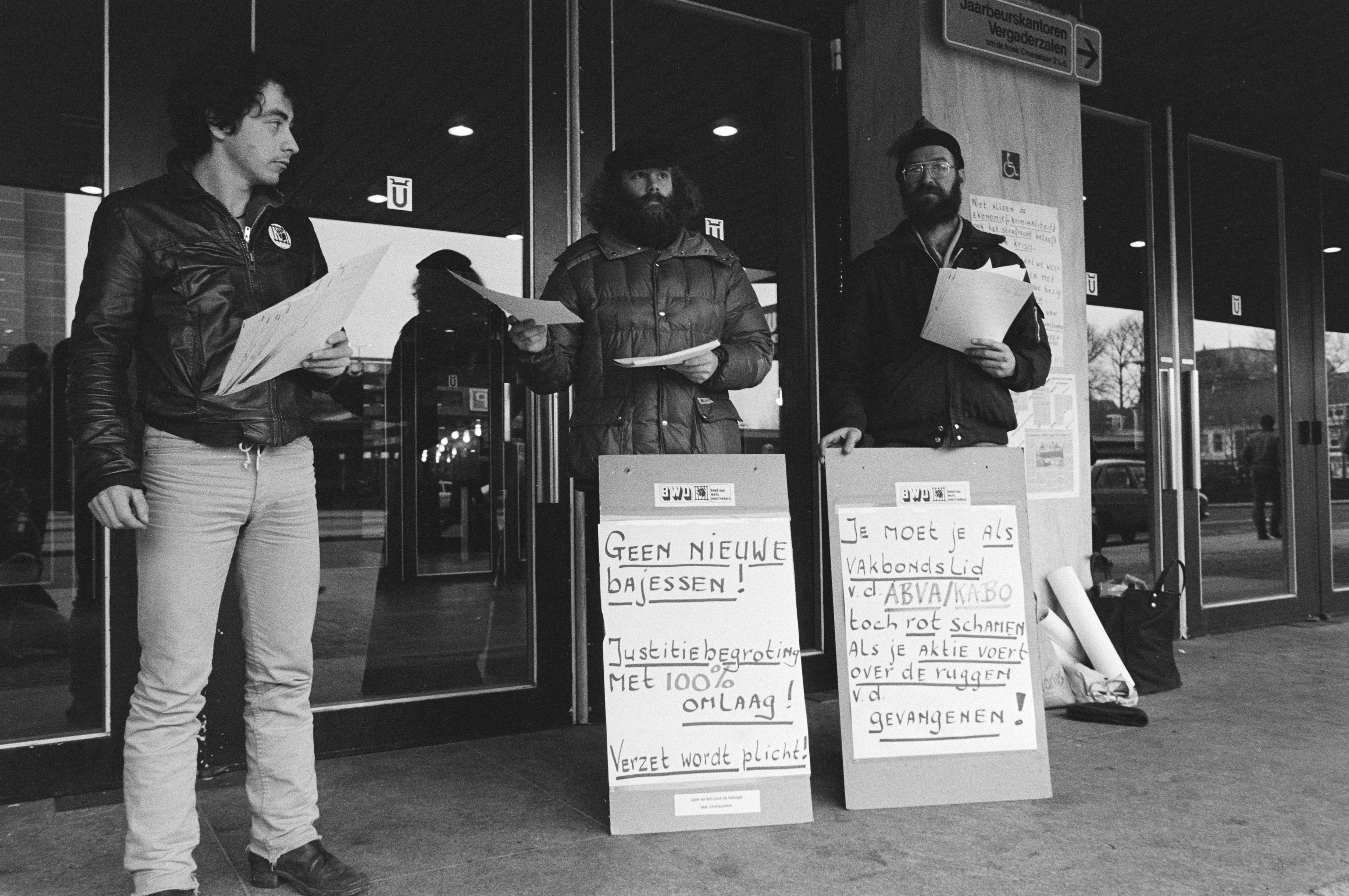
Bond van Wetsovertreders demonstreert tegen acties van de AbvaKabo, 1983

De Bond van Wetsovertreders (BWO) was een Nederlandse vereniging die werd opgericht in 1972 als Belangengroepering Wetsovertreders en waarvan het faillissement werd uitgesproken op 3 december 2013. De vereniging had tot doel de belangen van gevangenen, oud-gevangenen en verdachten te beschermen tegen staatswillekeur, 'schade, welke door het Nederlandse strafrecht wordt of zou kunnen worden toegebracht aan individuen of groepen in de Nederlandse samenleving'. De belangengroepering werd een vereniging in 1982, en in dat jaar werd ook de naam veranderd in Bond van Wetsovertreders. De BWO verleende materiële en juridische hulp en geeft voorlichting. De landelijke vereniging had naar eigen zeggen diverse afdelingen, waar gedetineerden, ex-gedetineerden en anderen lid van zijn. Onderzoek van de Volkskrant suggereerde in 2014 dat de bond op dat moment voornamelijk of wellicht uitsluitend uit slechts één persoon bestond.
Politica Rita Verdonk was tijdens haar studententijd (ca. 1980) actief in de BWO.

## Faillissement
De Bond ging eind 2013 failliet, na een rechtszaak waarin de Bond werd veroordeeld tot rectificatie en een schadevergoeding van 7500 Euro wegens smaad. Volgens de curator die het faillissement afhandelde was de jaaromzet op dat moment 600 euro en werd er geen ledenlijst aangetroffen. De Bond verscheen niet op de rechtszitting en werd bij verstek veroordeeld.